# Romualdo
Romualdo  è un nome proprio di persona italiano maschile.

## Varianti
- Maschili: Romoaldo[1], Rumoldo[1]
- Femminili: Romualda, Romoalda

### Varianti in altre lingue
- Catalano: Romuald
- Germanico: Romoald[2], Romuald[2], Romoalt[2], Romualt[2], Romald[2], Romold[2], Rumuald[2], Rumold[2]
- Francese: Romuald
- Inglese: Romuald
- Latino: Romualdus[1][3], Rumualdus, Romaldus
- Lituano: Romualdas
- Polacco: Romuald
- Portoghese: Romualdo
- Russo: Ромуальд (Romual'd)
- Spagnolo: Romualdo
- Tedesco: Romuald
- Ungherese: Romuald

## Origine e diffusione
È un nome di origine germanica, di tradizione longobarda. È documentato dal VII secolo nelle forme latine medioevali Romualdus, Rumualdus e Romaldus. È composto da hrôm (o hroma, "gloria", "fama") e vald ("regnare", "comandare"), quindi può essere interpretato come "dominatore glorioso", "re glorioso", "che domina gloriosamente".

## Onomastico
L'onomastico si festeggia il 19 giugno (precedentemente il 7 febbraio), in memoria di san Romualdo di Camaldoli, monaco benedettino, anacoreta e padre dei monaci camaldolesi. Il 23 ottobre si festeggia anche un beato Romualdo da Fabriano, anch'egli monaco camaldolese. 

## Persone

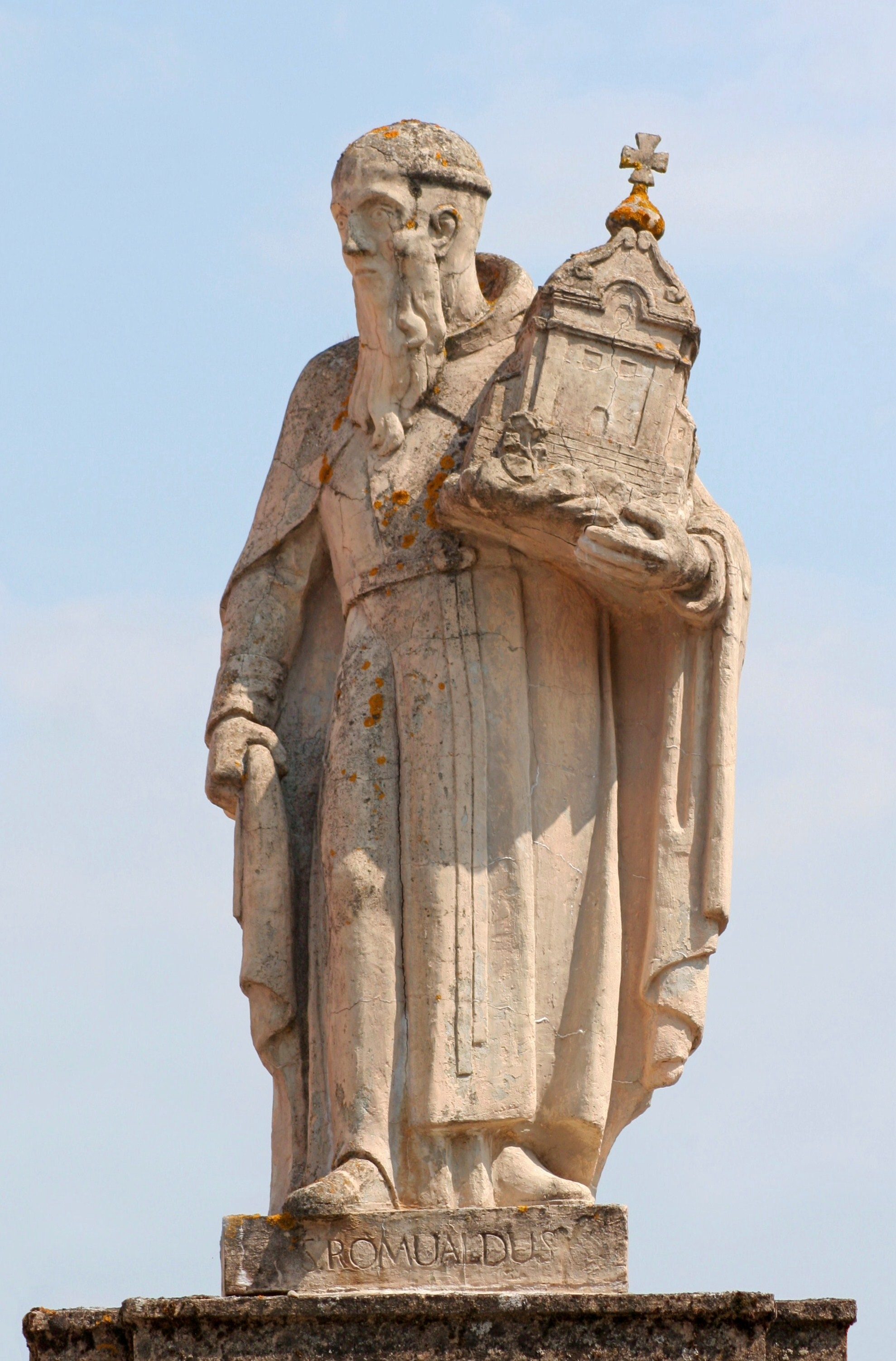
Romualdo di Camaldoli

- Romualdo di Camaldoli, monaco, abate e santo italiano
- Romualdo I, duca longobardo di Benevento
- Romualdo II detto il Giovane, duca longobardo di Benevento
- Romualdo II Guarna, arcivescovo di Salerno, storico, medico e diplomatico del Regno di Sicilia
- Romualdo Arppi Filho, arbitro di calcio brasiliano
- Romualdo Belloli, pittore e incisore italiano
- Romualdo Bonfadini, giornalista e magistrato italiano
- Romualdo Chiesa, militare e partigiano italiano
- Romualdo Coviello, politico italiano
- Romualdo da Candeli, abate, scultore e intagliatore italiano
- Romualdo de Sterlich, filosofo italiano
- Romualdo Ghiglione, ginnasta italiano
- Romualdo Giani, filosofo, antichista e scrittore di musica italiano
- Romualdo Locatelli, pittore italiano
- Romualdo Luzi, ceramologo e storico italiano
- Romualdo Marenco, compositore italiano
- Romualdo Mascherpa, attore teatrale italiano
- Romualdo Moro, calciatore uruguaiano
- Romualdo Tecco, politico italiano

### Variante Romuald
- Romuald Boco, calciatore beninese
- Romuald Figuier, cantante francese
- Romuald Hazoumé, scultore e pittore beninese
- Romuald Mainka, scacchista tedesco
- Romuald Peiser, calciatore francese

### Altre varianti
- Romoaldo Braschi-Onesti, cardinale italiano
- Romoaldo Guidi, cardinale italiano
- Romual'd Klim, atleta sovietico
- Romualdas Marcinkus, aviatore, calciatore e allenatore di calcio lituano

## Il nome nelle arti
- Romualdo è un personaggio di Fantaghirò.